# Grevillea parallelinervis
Grevillea parallelinervis là một loài thực vật có hoa trong họ Quắn hoa. Loài này được Carrick miêu tả khoa học đầu tiên năm 1976.